# Al Schmitt
Albert Harry Schmitt, más conocido como Al Schmitt (Brooklyn, Nueva York, 17 de abril de 1930-27 de abril de 2021), fue un productor musical e ingeniero de sonido estadounidense. Durante su carrera ganó 21 premios Grammy por su trabajo con artistas como Henry Mancini, Steely Dan, George Benson, Toto, Natalie Cole, Quincy Jones y otros.

## Biografía
Schmitt creció en Nueva York. Después de servir en la Marina de los Estados Unidos, comenzó a trabajar en los Apex Recordings a los diecinueve años. A finales de la década de 1950, Schmitt se mudó a Los Ángeles y se convirtió en ingeniero de planta en Radio Recorders. En la década de 1960, se trasladó a RCA en Hollywood, donde dirigió álbumes para  Henry Mancini, Cal Tjader, Al Hirt, Rosemary Clooney, Liverpool Five,  The Astronauts, Sam Cooke ("Bring It on Home to Me," "Cupid," "Another Saturday Night"), Alex North y Elmer Bernstein. También trabajó en el Million Dollar Trio de Jascha Heifetz, que comprendía a Heifetz, Arthur Rubinstein y Gregor Piatigorsky. Schmitt comentó una vez que «Heifetz era muy temperamental en el estudio».
En 1966, Schmitt dejó RCA y se convirtió en un productor independiente. Produjo álbumes para  Jefferson Airplane, Eddie Fisher, Glenn Yarborough, Jackson Browne y Neil Young. A mediados de la década de 1970, comenzó a pasar más tiempo nuevamente en la ingeniería, grabando y mezclando trabajos de artistas como Willy DeVille y Dr. John.
Otros puntos destacados en su carrera incluyeron la ingeniería de los discos de Frank Sinatra Duets, Genius Loves Company de Ray Charles y varios trabajos de Diana Krall. Gran parte de su trabajo en los últimos años ha sido con el productor Tommy LiPuma. También ha grabado con artistas como Sammy Davis, Jr., Natalie Cole, Thelonious Monk, Elvis Presley, Tony Bennett, Madonna, Michael Jackson, entre otros.
En 2014, Schmitt trabajó en el álbum de Bob Dylan Shadows in the Night.

### Capitol Records
Desde que se mudó a Hollywood, Schmitt trabajó casi exclusivamente en Capitol Records, con sesiones ocasionales en el Ocean Way Recording.
Schmitt también ha aparecido en la serie de televisión online Pensados' Place, organizada por Dave Pensado y Herb Trawick. Durante uno de los segmentos mencionó que su micrófono favorito es el micrófono de condensador de tubo Neumann U67, y explicó que usa el micrófono en numerosas fuentes.

## Premios Grammy
| Año  | Categoría                                            | Título                                                                   | Nota                      |
| ---- | ---------------------------------------------------- | ------------------------------------------------------------------------ | ------------------------- |
| 1962 | Mejor arreglo para álbum, no clásica                 | Hatari!                                                                  | Henry Mancini             |
| 1976 | Mejor arreglo para álbum, no clásica                 | Breezin'                                                                 | George Benson             |
| 1977 | Mejor arreglo para álbum, no clásica                 | Aja                                                                      | Steely Dan                |
| 1978 | Mejor arreglo para álbum, no clásica                 | "FM (No Static at All)"                                                  | Steely Dan                |
| 1982 | Mejor arreglo para álbum, no clásica                 | Toto IV                                                                  | Toto                      |
| 1991 | Mejor arreglo para álbum, no clásica                 | Unforgettable… with Love                                                 | Natalie Cole              |
| 1996 | Mejor arreglo para álbum, no clásica                 | Q's Jook Joint                                                           | Quincy Jones              |
| 1999 | Mejor arreglo para álbum, no clásica                 | When I Look in Your Eyes                                                 | Diana Krall               |
| 2000 | Álbum del año                                        | Amarte Es Un Placer                                                      | Luis Miguel               |
| 2000 | Mejor álbum de pop                                   | Amarte Es Un Placer                                                      | Luis Miguel               |
| 2001 | Mejor arreglo para álbum, no clásica                 | The Look of Love                                                         | Diana Krall               |
| 2002 | Mejor álbum de jazz vocal                            | Live in Paris                                                            | Diana Krall               |
| 2004 | Mejor álbum con sonido surround                      | Genius Loves Company                                                     | Ray Charles               |
| 2004 | Mejor arreglo para álbum, no clásica                 | Genius Loves Company                                                     | Ray Charles               |
| 2004 | Mejor álbum de pop vocal                             | Genius Loves Company                                                     | Ray Charles               |
| 2004 | Álbum del año                                        | Genius Loves Company                                                     | Ray Charles               |
| 2004 | Grabación del año                                    | "Here We Go Again"                                                       | Norah Jones & Ray Charles |
| 2006 | Mejor álbum de jazz instrumental, individual o grupo | The Ultimate Adventure                                                   | Chick Corea               |
| 2008 | Mejor álbum de pop tradicional                       | Still Unforgettable                                                      | Natalie Cole              |
| 2010 | Mejor álbum de jazz                                  | Eleanora Fagan (1915-1959): To Billie with Love from Dee Dee Bridgewater | Dee Dee Bridgewater       |
| 2012 | Mejor álbum de pop tradicional                       | Kisses on the Bottom                                                     | Paul McCartney            |